# 3e étape du Tour d'Espagne 2007
La 3e étape du Tour d'Espagne 2007 a eu lieu le 3 septembre. Le parcours de 155 kilomètres relie Viveiro à Luarca.

## Récit
La Vuelta longe la côte atlantique pour rejoindre la Principauté des Asturies.
Trois coureurs espagnols attaquent dès le quatrième kilomètre : David de la Fuente, Angel Vallejo et Serafín Martínez. Ce dernier, déjà échappé l'avant-veille, profite des 4 difficultés de 3e catégorie pour renforcer sa première place au classement de la montagne. Le peloton reprend les coureurs dans la descente de la dernière de ces difficultés, l'Alto de Babia, à 30 km de l'arrivée. Cette ascension a été difficile pour certains coureurs, légèrement retardés. L'équipe Euskaltel-Euskadi mène le peloton afin d'accroître l'écart, mais une chute d'Haimar Zubeldia permet aux poursuivants de revenir.
Une dernière montée à 2 km de l'arrivée scinde le peloton en deux. Le sprint est disputé par des coureurs à l'aise sur les parcours accidentés : le champion du monde Paolo Bettini remporte sa première victoire sur le ProTour en 2007, devant Óscar Freire, Allan Davis et Davide Rebellin. Oscar Freire reste en tête.

## Classement de l'étape
| \| 1. \| Paolo Bettini \| \| en \| 4 h 08 min 42 s \| \| 2. \| Óscar Freire \| \| + \| 0 s \| \| 3. \| Allan Davis \| \| \| \| \| 4. \| Davide Rebellin \| \| \| \| \| 5. \| Philippe Gilbert \| \| \| \| \| 6. \| Rene Mandri \| \| \| \| \| 7. \| Xavier Florencio \| \| \| \| \| 8. \| Cadel Evans \| \| \| \| \| 9. \| Franco Pellizotti \| \| \| \| \| 10. \| Daniel Moreno \| \| \| \| |                   |  |    |                 |
| 1. | Paolo Bettini     |  | en | 4 h 08 min 42 s |
| 2. | Óscar Freire      |  | +  | 0 s             |
| 3. | Allan Davis       |  |    |                 |
| 4. | Davide Rebellin   |  |    |                 |
| 5. | Philippe Gilbert  |  |    |                 |
| 6. | Rene Mandri       |  |    |                 |
| 7. | Xavier Florencio  |  |    |                 |
| 8. | Cadel Evans       |  |    |                 |
| 9. | Franco Pellizotti |  |    |                 |
| 10. | Daniel Moreno     |  |    |                 |

## Classement général
| \| 1. \| Óscar Freire \| \| en \| 11 h 22 min 54 s \| \| 2. \| Leonardo Duque \| \| + \| 0 s \| \| 3. \| Erik Zabel \| \| \| \| \| 4. \| Rene Mandri \| \| \| \| \| 5. \| David López \| \| \| \| \| 6. \| Cadel Evans \| \| \| \| \| 7. \| Manuel Beltrán \| \| \| \| \| 8. \| Xavier Florencio \| \| \| \| \| 9. \| Ezequiel Mosquera Miguez \| \| \| \| \| 10. \| José Ángel Gómez Marchante \| \| \| \| |                            |  |    |                  |
| 1. | Óscar Freire               |  | en | 11 h 22 min 54 s |
| 2. | Leonardo Duque             |  | +  | 0 s              |
| 3. | Erik Zabel                 |  |    |                  |
| 4. | Rene Mandri                |  |    |                  |
| 5. | David López                |  |    |                  |
| 6. | Cadel Evans                |  |    |                  |
| 7. | Manuel Beltrán             |  |    |                  |
| 8. | Xavier Florencio           |  |    |                  |
| 9. | Ezequiel Mosquera Miguez   |  |    |                  |
| 10. | José Ángel Gómez Marchante |  |    |                  |

## Classements annexes
| Classement | Coureur            | Total            |
| ---------- | ------------------ | ---------------- |
| points     | Óscar Freire       | 65 pts           |
| montagne   | Serafín Martínez   | 35 pts           |
| combiné    | David de la Fuente | 70 pts           |
| équipe     | Caisse d'Épargne   | 34 h 08 min 42 s |